# Arkhangelsk guvernement
Arkhangelsk guvernement var det største og nordligste guvernement i det egentlige Rusland i Kejserriget Rusland.

## Grænser
Det var afgrænset mod nord af Nordishavet og Hvidehavet, mod øst af Tobolsk guvernement i Sibirien, mod syd af Olonets guvernement og Vologda guvernement samt mod vest af storfyrstendømmet Finland og en bid af Norge. Arealet (inklusive øen Novaja Zemlja) udgjorde 858.930 km2 og talte 346.536 indbyggere i 1897.

## Terræn og råstoffer
Landet havde Sibiriens polare træk. Høje bjerge fandtes ikke, men til gengæld store floder som Petjora, Mesen, Onega, Dvina med flere, samt omkring 1.100 større og mindre søer. Den nordlige del af det vidtstrakte steppeområde var øde, ufrugtbart og uanvendeligt til landbrugsdrift, bestående af moser, der næsten altid var tilfrosne tundraområder.

## Klima
Vinteren varede i otte måneder.

## Næringsveje
Den fåtallige befolknings eneste næringskilder var fiskeri samt jagt på fugle og pelsdyr. polarræve og ulve forekom i store mængder, hermelin, odder, mår og egern derimod sjældent. Der var en betydelig fangst af sæler, hvalrosser og delfiner.
Landets sydlige del var mere begunstiget af naturen. Omfattende skove af både løv- og nåletræer fandtes der, og korn, kartofter og ærter kunne dyrkes, om end i beskedent omfang. De frugtbare enge egnede sig godt for husdyrhold. Omkring 5/8 af guvernementets areal var i datiden fuldkomment uanvendelig jord, en tredjedel var skov.
Al industri og handel havde samlet sig i byerne, især i hovedstaden Arkhangelsk og i Onega, Mezen og Kola.

## Demografi
Befolkningen bestod oprindeligt af samojeder, hanti og komier mod øst, samer mod vest og ind imellem dem alle koloniserende russere; men allerede ved folketællingen i 1897 udgjorde russerne flertallet i så godt som alle ujezd.
| Ujezder i Arkhangelsk guvernement 1897 | Ujezder i Arkhangelsk guvernement 1897 | Ujezder i Arkhangelsk guvernement 1897 | Ujezder i Arkhangelsk guvernement 1897 | Ujezder i Arkhangelsk guvernement 1897 | Ujezder i Arkhangelsk guvernement 1897 | Ujezder i Arkhangelsk guvernement 1897 | Ujezder i Arkhangelsk guvernement 1897 | Ujezder i Arkhangelsk guvernement 1897 | Ujezder i Arkhangelsk guvernement 1897 | Ujezder i Arkhangelsk guvernement 1897 | Ujezder i Arkhangelsk guvernement 1897 |
| Ujezd                                  | Russisk navn                           | Hovedsæde                              | km²                                    | Indbyggere                             | Russere                                | Komier*                                | Karelere*                              | Nenets*                                | Nordmænd*                              | Finner*                                | Samer*                                 |
| -------------------------------------- | -------------------------------------- | -------------------------------------- | -------------------------------------- | -------------------------------------- | -------------------------------------- | -------------------------------------- | -------------------------------------- | -------------------------------------- | -------------------------------------- | -------------------------------------- | -------------------------------------- |
| Arkhangelskij                          | Архангельский уезд                     | Arkhangelsk                            | 30.471                                 | 60.957                                 | 98,0 %                                 |                                        |                                        |                                        |                                        |                                        |                                        |
| Kemskij                                | Кемский уезд                           | Kem                                    | 40.599                                 | 35.392                                 | 45,0 %                                 |                                        | 54,4 %                                 |                                        |                                        |                                        |                                        |
| Kolskij                                | Кольский уезд                          | Kola                                   | 148.182                                | 9.291                                  | 63,1 %                                 | 1,3 %                                  | 2,8 %                                  |                                        | 2,0 %                                  | 11,7 %                                 | 18,7 %                                 |
| Mezenskij                              | Мезенский уезд                         | Mezen                                  | 107.099                                | 25.029                                 | 91,2 %                                 | 4,4 %                                  |                                        | 4,2 %                                  |                                        |                                        |                                        |
| Onezjskij                              | Онежский уезд                          | Onega                                  | 28.583                                 | 39.337                                 | 99,6 %                                 |                                        |                                        |                                        |                                        |                                        |                                        |
| Petjorskij                             | Печорский уезд                         | Ust-Tsilma                             | 401.461                                | 34.992                                 | 29,2 %                                 | 62,8 %                                 |                                        | 7,9 %                                  |                                        |                                        |                                        |
| Pinezjskij                             | Пинежский уезд                         | Pinega                                 | 47.587                                 | 28.788                                 | 99,8 %                                 |                                        |                                        |                                        |                                        |                                        |                                        |
| Kholmogorskij                          | Холмогорский уезд                      | Kholmogory                             | 16.508                                 | 35.991                                 | 99,8 %                                 |                                        |                                        |                                        |                                        |                                        |                                        |
| Sjenkurskij                            | Шенкурский уезд                        | Sjenkursk                              | 24.785                                 | 76.759                                 | 99,6 %                                 |                                        |                                        |                                        |                                        |                                        |                                        |

(*) I kolonner uden procentangivelser udgør de under 1 %